# باسم مرسی
باسم مرسی (عربی: باسم مرسي القطب عبدالله؛ زادهٔ ۱ ژانویهٔ ۱۹۹۲) یک ورزشکار اهل مصر است.
از باشگاه‌هایی که در آن بازی کرده‌است می‌توان به باشگاه ورزشی زمالک و تیم ملی فوتبال مصر اشاره کرد.
وی همچنین در تیم‌های ملی فوتبال مصر ۲۹ ژانویه ۲۰۱۶ بازی کرده است.